# Departamento de Expressão Gráfica
É um departamento universitário responsável pelas disciplinas de desenho de uma ou mais Unidades de Ensino Superior que podem ser Escolas, Faculdades ou Institutos. Como todo departamento universitário, pode estar subordinado a uma Unidade ou Centro (Decania).

## Breve história do ensino de desenho técnico no Brasil
O ensino do desenho no Brasil começou através de cursos como a Aula de Fortificação do Rio de Janeiro, instituída em 1699 pelo Capitão Engenheiro Gregório Gomes Rodrigues. O primeiro livro usado como material didático que se tem notícia é o "Método Lusitano de Desenhar as Fortificações das Praças Regulares e Irregulares" do Tenente-General Luís Serrão Pimentel. 
Com a criação da Real Academia de Artilharia, Fortificação e Desenho em 1792, através do estatuto assinado pelo vice-rei Dom Luiz de Castro, 2º Conde de Resende, o ensino de desenho foi organizado em cadeiras (cátedras). A Real Academia de Artilharia, Fortificação e Desenho ficava no prédio da Casa do Trem de Artilharia que hoje é parte do atual do Museu Histórico Nacional, situado na cidade do Rio de Janeiro. 
A estrutura de departamentos universitários foi estabelecida pelo Decreto-Lei nº 8.393 de 17 de dezembro de 1945. Assim, o departamento passou a ser responsável pelas disciplinas de desenho, apesar de ainda conviver com o sistema de cátedras até a extinção destas pela Lei nº 5.540 de 28 de novembro de 1968. O Departamento de Desenho Técnico e Geometria Descritiva da Escola Nacional de Engenharia da Universidade do Brasil, que tinha na sua ascendência as cadeiras da Real Academia de Artilharia, Fortificação e Desenho, possuía três cátedras: Desenho Básico, Desenho Técnico e Geometria Descritiva, todas voltadas para o ensino de desenho para engenharia. Com a extinção das cátedras, estas se tornaram áreas do departamento que passou a se chamar Departamento de Expressão Gráfica, pertencente à atual Escola Politécnica da Universidade Federal do Rio de Janeiro.

## Disciplinas oferecidas
As disciplinas de desenho do Departamento de Expressão Gráfica se baseiam no desenho geométrico, na geometria plana e na geometria espacial. O colegiado formado por professores do departamento define em reunião quais disciplinas serão oferecidas e quias serão os conteúdos destas. Essas disciplinas precisam estar aprovadas nas instâncias superiores da universidade, tais como congregação de Unidade e Conselho de Ensino de Graduação, para serem oferecidas. Basicamente, os conteúdos de desenho podem ser dos seguintes tipos: 
- desenho a mão livre;
- geometria descritiva - aborda assuntos como projeções cotadas, projeções mongeanas, planificação e axonometria;
- desenho básico - aborda assuntos como vistas ortográficas (principais e auxiliares), perspectivas (isométrica e cavaleira) e desenho isométrico;
- perspectiva cônica - aborda os processos de elaboração de desenhos de projeção cônica;
- desenho técnico - aborda aplicação do desenho básico, segundo as normas técnicas vigentes, para projetos de engenharias, arquitetura e desenho industrial;
- desenho computacional - aborda modelagem tridimensional e geração de vistas e cortes para o desenho técnico, usando programas gráficos de projeto assistido por computador (CAD - Computer Aided Design).

As disciplinas de desenho podem ter conteúdos de diferentes tipos, conforme estabelecidos em sua ementa. 
Com o avanço na área de computação gráfica, novos conteúdos têm surgido para a criação de disciplinas como a modelagem de informações da construção (BIM - Building Information Modeling) e o sistema de informação geográfica (GIS - Geographic Information System). 

## Departamentos de expressão gráfica no Brasil
Departamentos de expressão gráfica que adotam este nome: 
- Departamento de Expressão Gráfica da Universidade Federal do Rio de Janeiro
- Departamento de Expressão Gráfica da Universidade Federal do Paraná
- Departamento de Expressão Gráfica da Universidade Federal de Santa Catarina
- Departamento de Expressão Gráfica da Universidade Federal de Santa Maria

Departamentos de expressão gráfica que adotam outros nomes:
- Departamento de Design e Expressão Gráfica da Universidade Federal do Rio Grande do Sul
- Departamento de Design e Expressão Gráfica da Universidade Federal do Amazonas
- Departamento de Desenho e Tecnologia da Universidade Federal do Maranhão
- Departamento de Desenho Técnico da Universidade Federal Fluminense